# Microrregión de Boca do Acre
La microrregió de Boca do Acre es una de las microrregiones del estado brasileño del Amazonas perteneciente a la mesorregión del Sur Amazonense. Está dividida en 2 municipios.

## Municipios
- Boca del Acre
- Pauini

- Datos: Q979798